# Phillip Kipyeko
Phillip Kipyeko, född 1 januari 1995, är en ugandisk långdistanslöpare.
Kipyeko tävlade för Uganda vid olympiska sommarspelen 2016 i Rio de Janeiro, där han blev utslagen i försöksheatet på 5 000 meter.